# Edward Findley
Edward Findley (ur. 8 września 1864 w Bendigo, zm. 26 października 1947 w Melbourne) – australijski polityk, członek Australijskiej Partii Pracy (ALP), w latach 1904-1917 i ponownie 1923-1929 członek Senatu Australii, minister bez teki w drugim gabinecie Andrew Fishera (1910-1913).

## Życiorys

### Kariera zawodowa
Z zawodu był zecerem, w młodości pracował w gazetach w rodzinnym Bendigo oraz w Melbourne. W 1894 był krótko wydawcą własnego tygodnika, który jednak upadł już po ośmiu wydaniach. W 1897 został wybrany na przewodniczącego Australijskiego Związku Typograficznego, głównego związku zawodowego zecerów w Australii.

### Kariera polityczna
W 1900 rozpoczął karierę polityczną, uzyskując mandat w Zgromadzeniu Ustawodawczym Wiktorii. W 1901 został wydalony ze Zgromadzenia pod zarzutem podżegania do buntu po tym, jak redagowany przez niego związkowy magazyn Toscin przedrukował tekst jednego z irlandzkich periodyków, radykalnie krytykujący króla Edwarda VII. Próbował odzyskać swój mandat w wyborach uzupełniających, a potem w kolejnych wyborach powszechnych w 1902, lecz bez powodzenia. W 1903 został po raz pierwszy wybrany do federalnego Senatu jako jeden z reprezentantów stanu Wiktoria. W 1910 został członkiem gabinetu federalnego. Formalnie był tytułowany ministrem honorowym (ministrem bez teki), jednak w praktyce zajmował się reprezentowaniem na forum Senatu ministra spraw wewnętrznych oraz ministra poczty. Pozostał członkiem rządu do 1913 roku.
W 1917 utracił w wyborach mandat parlamentarny, ale w 1922 ponownie udało mu się uzyskać miejsce w senackiej delegacji stanu Wiktoria. W 1928 starał się o reelekcję, ale bez powodzenia. W 1930 został szefem państwowej firmy Commonwealth Oil Refineries, działającej w branży paliwowej. Pracował tam przez 17 lat, aż do swojej śmierci w październiku 1947 roku, w wieku 83 lat.